# 奥秩父林道
奥秩父林道（おくちちぶりんどう）は、埼玉県秩父市大字中津川地先にある旧国有林道の旧中津川林道・秩父市市道の支線である。途中林道としては珍しく、起点付近に中津川林道との立体交差がある。

## 概要
十文字峠の登山道へ向かう標高1800m超の埼玉県最高地点を通る行き止まり林道。林野庁・関東森林管理局・埼玉森林管理事務所管轄の現在も国有の林道である。2001年現在、約5500m地点で自然災害等（主に落石による）で通行不能であり、また災害復旧工事も進んでおらず通行不能地点から先は廃道化した復旧放棄林道である。通行には埼玉森林管理事務所の許可が必要である。現在は徒歩や自転車での走破しか出来ない。
この地域は秩父山地森林生物遺伝資源保存林として国から特別保護の指定を受けているため、ホンシュウジカやツキノワグマ等も頻繁に出没する。また近年、NPO法人「秩父の環境を考える会」の踏査により、樹高26mのイタヤカエデと樹高22mの大ネズコの2本の巨木が発見された。なお、ツキノワグマの出没情報が多数寄せられるため、林道入口には「熊出没注意」と注意を促す看板が立てられている。

## 規制
原則通年通行止だが、林野庁・関東森林管理局埼玉森林管理事務所へ利用目的の申請し、管理事務所の通行許可が下りれば通行は可能である。